# José Morer y Abril
José Morer y Abril (Cartagena, 2 de juliol de 1823 - Madrid, 11 de novembre de 1906) fou un enginyer espanyol, acadèmic de la Reial Acadèmia de Ciències Exactes, Físiques i Naturals.

## Biografia
Pertanyia a una família catalana establerta a Cartagena. En 1839 marxà a Madrid per estudiar a l'Escola d'Enginyers de Camins, Canals i Ports, on s'hi graduà en 1843 i passà a ocupar la plaça de professor de geometria descriptiva. En 1877 seria nomenat Inspector general del Cos d'Enginyers de Camins, Canals i Ports i en 1886 president de la seva Junta Consultiva.
En 1852 va començar a interessar-se per l'arquitectura isabel·lina i les estructures arquitectòniques romanes, i en 1855, juntament amb Ramón Mesonero Romanos, va presentar a la reina un projecte de distribució d'aigües del que seria el Canal d'Isabel II. El 1856 fou nomenat vocal de la comissió encarregada del Projecte de Llei d'Aigües. En 1859 fou nomenat director del Canal d'Isabel II, i en 1867 director facultatiu. Juntament amb Lucio del Valle també participà entre 1857 i 1862 en la reforma i ampliació de la Puerta del Sol de Madrid i en 1866 fou autor d'un projecte per portar aigua a Màlaga des de Torremolinos.
En 1866 fou admès a la Reial Acadèmia de Ciències Exactes, Físiques i Naturals, ingressant l'any següent amb el discurs "Conducción y distribución de aguas potables en la antigua Roma y en las naciones modernas". Durant la Primera República Espanyola fou director general d'Obres Públiques. En 1875 fou nomenat director del Canal d'Isabel II, càrrec que va ocupar fins a la seva jubilació en 1896.